# 1750 a tudományban
Az 1750. év a tudományban és a technikában.

## Csillagászat
- Thomas Wright szerint a Tejútrendszer korong alakú, csillagokból álló galaxis, melynek központja közelében van a Naprendszerünk.

## Díjak
- Copley-érem: George Edwards

## Születések
- március 16. – Caroline Herschel, csillagász († 1848)
- július 5. – Aimé Argand, svájci fizikus és kémikus († 1803)
- Aaron Arrowsmith,  térképész († 1823)
- Jean Nicolas Fortin,  fizikus és a higanyos barométer feltalálója (1800)  († 1831)

## Halálozások
- március 23. - Mikoviny Sámuel matematikus, mérnök, földmérő, a magyar térképészet megalapítója; két nemzet, a magyar és a szlovák büszkesége (* 1698)
- december 1. - Johan Gabriel Doppelmayr német csillagász, matematikus, térképész. (*1677)